# Syfanoidea leighi
Syfanoidea leighi är en fjärilsart som beskrevs av Jordan 1906. Syfanoidea leighi ingår i släktet Syfanoidea och familjen nattflyn. Inga underarter finns listade i Catalogue of Life.